# On a tous en nous quelque chose de...
On a tous en nous quelque chose de… est une émission de télévision diffusée depuis le 21 novembre 2015 sur France 2 le samedi soir, en première partie de soirée à 20 h 50.  
L'émission est produite par Téléparis (Thierry Ardisson et Stéphane Simon) ; elle est enregistrée au studio 130 de La Plaine Saint-Denis.
La gestion du public sur le tournage est confié à l'agence MyClap.

## On a tous en nous quelque chose de Jacques Martin
Le premier numéro de cette émission est diffusé le 21 novembre 2015. L'émission était présenté par Laurent Ruquier.

### Artistes présents
- Laurent Baffie,
- Isabelle Mergault,
- Stéphane Collaro,
- Michel Drucker,
- Christophe Beaugrand,
- Danièle Evenou,
- Thierry Ardisson,
- Nicole Ferroni,
- Pierre Bonte,
- Virginie Lemoine,
- Cyrille Eldin,
- Danièle Gilbert,
- Didier Gustin,
- Raphaël Mezrahi,
- Laurence Badie,
- Willy Rovelli,
- Marion Game,
- Jean-Baptiste Martin,
- les Décaféinés.

## On a tous en nous quelque chose de Laurent Ruquier
Le second numéro est diffusé le 6 février 2016. L'émission est exceptionnellement présentée par Michel Drucker. Près de 30 personnalités sont présentes sur le plateau.

### Artistes présents
- Isabelle Mergault,
- Jean Benguigui,
- Philippe Geluck,
- Caroline Diament,
- Anne Roumanoff,
- Virginie Lemoine,
- Chantal Ladesou,
- Karine Le Marchand,
- Jean-Luc Lemoine,
- Mustapha El Atrassi,
- Marc-Antoine Le Bret,
- Jonathan Lambert,
- Michaël Gregorio,
- Nicole Ferroni,
- Arnaud Tsamere,
- Jérémy Ferrari,
- Olivier de Benoist,
- Michèle Bernier,
- Stéfi Celma,
- Pierre Bénichou,
- Steevy Boulay,
- Titoff,
- Isabelle Motrot,
- Didier Gustin,
- Gérard Miller.

## On a tous en nous quelque chose de Jean Yanne
Le 4 mars 2017, l'émission est consacrée à Jean Yanne, il s'agit du dernier numéro de la collection.

## Audiences
| Émission | Hommage à       | Diffusion               | Audiences | Part de marché | Classement de la soirée | Références        |
| -------- | --------------- | ----------------------- | --------- | -------------- | ----------------------- | ----------------- |
| n°1      | Jacques Martin  | samedi 21 novembre 2015 | 3 695 000 | 17 %           | 3e                      | [réf. nécessaire] |
| n°2      | Laurent Ruquier | samedi 6 février 2016   | 2 988 000 | 13,9 %         | 2e                      | [ 4 ]             |
| n°3      | Jean Yanne      | samedi 4 mars 2017      | 1 420 000 | 6,7 %          | 4e                      | [ 3 ]             |